# Маари Укинрек
Маари Укинрек — два фреатомагматичні кратери, що утворилися на північних схилах Алеутського хребта на узбережжі Берингового моря. Маари розташовано за 1,5 км на південь від озера Бочарова та за 12 км на північний захід від вулкана Угашик-Пеулік. Західний з двох маарів має еліптичну форму, до 170 м в діаметрі і 35 м завглибшки. Східний маар розташований за 600 м на схід і є круглим, має до 300 м в діаметрі і 70 м завглибшки. Східний маар має 49 м заввишки купол лави всередині кратерного озера . виверження відбулося у березні і квітні 1977 року і тривало протягом десяти днів. Проте нема свідчень про попереднє виверження. Магматичним матеріалом були олівінові базальти з мантійного джерела. Обсяг виверженої лави становив 9x105 m3 обсяг виверженої тефри становив 2.6x107 m3.
2300 років тому відбулось також фреатомагматичне виверження за 3 км на північний схід у Газових Скелях (Gas Rocks)..

## Ресурси Інтернету

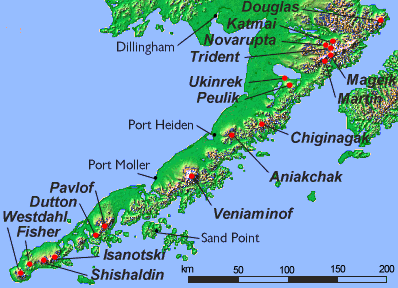
Мапа розташування вулканів на Алясці

- Volcanoes of the Alaska Peninsula and Aleutian Islands-Selected Photographs [Архівовано 7 травня 2009 у Wayback Machine.]
- Alaska Volcano Observatory [Архівовано 20 листопада 2012 у Wayback Machine.]

 Вікісховище має мультимедійні дані за темою: Маари Укинрек